# James Watkins
James Thomas Watkins (Nottingham, 20 maggio 1973) è uno sceneggiatore e regista britannico.

## Biografia
James ha fatto il suo debutto come regista nell'applaudito thriller Eden Lake. Dichiarato “il miglior film horror inglese negli anni” (The Guardian) ha vinto l'Empire Award for Best Horror, il Jury Prize at Sitges Fantasy Film Festival e Miglior Regista al Fantasporto.
Prima di dedicarsi alla regia, James ebbe un primo lavoro con la Working Title Films. Durante questo incarico, scrisse molte sceneggiature tra cui l'applaudito horror-thriller My Little Eye. Altri riconoscimenti per i suoi lavori includono Gone e The Descent 2. James ha inoltre scritto per la Film Four e la BBC Films. Attualmente sta sviluppando dei progetti con la Warner Bros. Nel 2012 è alla regia dell'apprezzato mistery-thriller The Woman in Black, che vede l'attore Daniel Radcliffe nel ruolo del protagonista.

## Filmografia

### Regista
- Eden Lake (2008)
- The Woman in Black (2012)
- Bastille Day - Il colpo del secolo (Bastille Day) (2016)
- Black Mirror – serie TV, episodio 3x03 (2016)
- McMafia – miniserie TV, 8 puntate (2018)
- Harry Palmer - Il caso Ipcress (The Ipcress File) – miniserie TV, 6 puntate (2022)
- Speak No Evil - Non parlare con gli sconosciuti (Speak No Evil) (2024)

### Sceneggiatore
- My Little Eye, regia di Marc Evans (2002)
- Gone - Passaggio per l'inferno, regia di Ringan Ledwidge (2007)
- Eden Lake, regia di James Watkins (2008)
- The Descent Part 2, regia di Jon Harris (2009)
- Bastille Day - Il colpo del secolo (Bastille Day), regia di James Watkins (2016)
- McMafia – serie TV (2018)
- Speak No Evil - Non parlare con gli sconosciuti (Speak No Evil), regia di James Watkins (2024)